# Lethe helena

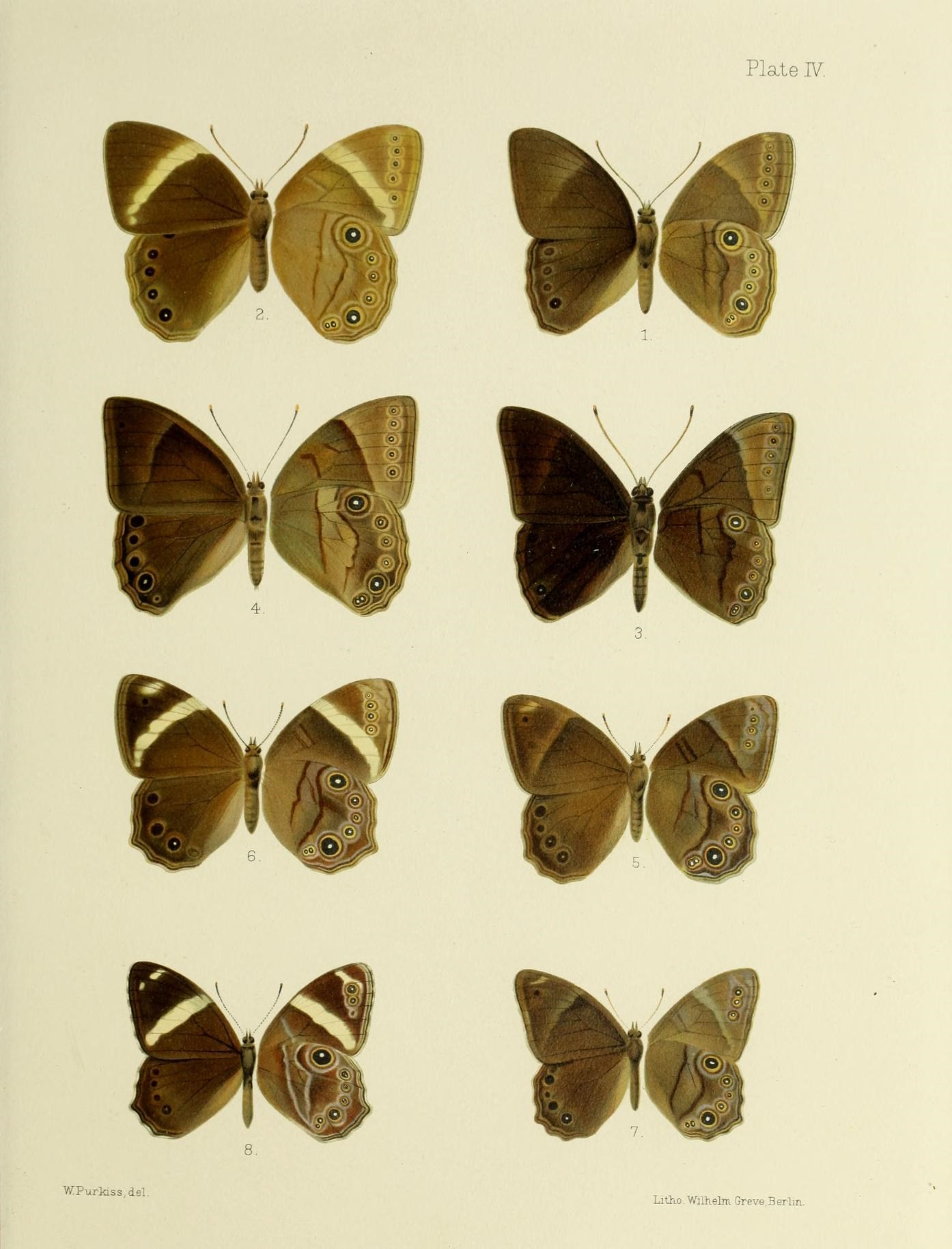
Fjärilar från östasien

Lethe helena är en fjärilsart som beskrevs av John Henry Leech 1891. Lethe helena ingår i släktet Lethe och familjen praktfjärilar. Inga underarter finns listade i Catalogue of Life.